# 幻月之歌
《幻月之歌》為樂陞科技旗下的研發子公司玩酷科技（PlayCoo）的作品。繼星辰在日本市場取得亮眼的成績並吸取經驗及建議後，經過多年的籌備開發的3D日式可愛風格的大型多人在线角色扮演遊戲（MMORPG）。在臺版的遊戲的檔案中發現圖中寫著「神紀online」的圖檔，可能是原本預定的遊戲名稱之一。本遊戲在香港、日本、臺灣、美國、泰國都有發行過。目前在泰國由funbox發行，遊戲橘子在美國、臺灣、日本及香港的代理已經結束，Funmily 歡樂派於2014年1月10日宣布重新營運臺灣、香港、澳門聯合伺服器。其續作為《DivinaQ》，為手機遊戲。

## 故事背景
幻月之歌的世界是以北歐神話和各國神話的內容為設計元素，進行一場扭轉世界末日的時光旅程。

## 玩法
遊戲中角色有六種職業可選，分別是：戰士、法師、祭司、機工兵、忍者、拳師。各個職業都有兩大類專精系別，兩系別中有各項專精項目，各項專精項目可以學得新技能或強化原有技能。初始選擇的職業為主人格，之後從任務中獲得副人格，主副人格間可以隨時切換，有兩種各自獨立的血量與技能可組合不同策略與打法。本遊戲的防具稱作雖然其中一類叫作飾品，但這兩類都不會顯示在角色外觀上，只有武器與外觀服裝道具會改變角色外觀。御界輪，共有五種；魔法防具稱作飾品，共有四種。
遊戲中有一般需要組隊前往的副本地圖與扮演其它角色的副本地圖，例如扮演突襲城市的怪物、消滅人類入侵者的龍宮守衛與偷偷摸摸的刺客。同時還有可開啟小遊戲的NPC，可以開啟打地鼠、接金幣等。加入公會可獲得個人領地，公會也有領地，領地可以生產道具，隨著領地成長發展更可以對其他公會作出挑戰增強公會勢力。每日各個時段會有活動，例如：知識問答、奪寶活動、決議達人。而周末會有公會戰活動。

## 開發
沿用星辰的3D引擎。遊戲中有各種文化的建築物，角色外型以日式動畫風格呈現。
本遊戲請了日本知名聲優來為遊戲中的角色配音，其中有釘宮理惠、堀江由衣、田中理惠、子安武人、水島大宙、若本規夫、後藤萌等。

### 作品合作
有和數部動畫進行合作，推出其角色的外觀造型與寵物等等。在日本伺服器合作過的作品有：《人家一點都不喜歡啦！》、《花開物語》、《迷茫管家與膽怯的我》、《快盜天使雙胞胎》、《ATRLIER-PIERROT》等。

## 營運狀況

### 香港
幻月之歌在2010年5月6日開始在香港首次運行並進行不刪檔封測，開機首日便湧進大批玩家，立刻擠爆伺服器。幻月之歌在2010年5月27日開始進行公測。但由於負面評論和熱潮退減，玩家已經大量流失。2013年9月17日香港遊戲橘子公告香港的幻月之歌將於本日停止開新帳號功能及開放商城道具全面下架，於2013年10月15日11:00將伺服器關閉終止營運。

### 日本
幻月之歌在2010年8月18日開始在日本首次運行。
2014年8月5日遊戲橘子公告日本的幻月之歌將於本日15:00停止開新帳號功能及部份商城道具下架，2014年9月2日15:00商城道具中止販賣及免費化，於2014年11月4日15:00將伺服器關閉終止營運。

### 臺灣
2010年11月12日，遊戲橘子宣布幻月之歌臺灣地區正式營運。2010年11月23日12:40～11月29日20:00進行CCB封測。。2011年3月10日14:00～3月21日12:00進行CB封測，此次CB封測結束後，期間的角色資料進行刪除。
從2011年9月29日開始，營運方開始合併伺服器。2013年8月20日，公告《幻月之歌》將自2013年8月20日的例行維護後，停止所有營運活動，並於2013年10月22日12:00關閉遊戲伺服器。事後各大討論區皆對遊戲橘子進行抨擊。

### 臺港澳聯合伺服器
2014年1月10日，Funmily 歡樂派於宣布代理DIVINA，命名為新幻月之歌，預計2014年2月下旬重新上市。2014年2月27日，下午14:00開始不刪檔封測。並於2016年12月28日宣布結束營運，2017年1月25日正式結束營運。

## 外部連結
官方網站
- （繁體中文）香港幻月之歌官方網站
- （繁體中文）官方指定論壇
- （繁體中文）官方指定論壇遊戲資料網
- （日語）
- （繁體中文）http://tw.beanfun.com/divina/ （页面存档备份，存于）
- （泰文）泰國幻月之歌官方網站
- （繁體中文）http://hyzg.funmily.com/ （页面存档备份，存于）